# Кальбе, Ульрих Рюлейн фон
Ульрих Рюлейн фон Кальбе
(нем. Ulrich Rülein von Calw, также Ulrich Rülein von Kalbe) (1465—1523) — врач и бургомистр в саксонском городе Фрайберг, автор «Горной книги» (1505 г.) и основатель первой гуманистической гимназии в Саксонии, где, среди прочего, преподавалось горное искусство. Школа Кальбе, как и предыдущая образовательная деятельность на этих землях цистерцианского монастыря Альтцелле, где также обучали горному делу, были первыми учреждениями, которые заложили традиции горного образования во Фрайберге, которые переросли со временем в первую Горную Академию (в статусе Школы — с 1702 г., в статусе Академии — с 1765 г.).
В 1519 году он покинул Фрайберг, заняв в лейпцигском университете должность профессора медицины.

## Работы
- Eyn wohlgeordnet und nützlich büchlein, wie man bergwerk suchen und finden soll, Augsburg, 1505
- Ein nützlich Bergbüchlin, Erfurt, 1527